# Bernie Tormé
Bernie Tormé (ur. 18 marca 1952 w Dublinie, zm. 17 marca 2019) – irlandzki gitarzysta, wokalista i kompozytor, członek grupy Gillan w latach 1979–1981.
Przed dołączeniem do zespołu Iana Gillana grał w grupach The Urge 1974 i Scrapyard (do 1976), a następnie z własnym Bernie Tormé Band (do 1979). Po opuszczeniu zespołu Gillana zastępował zmarłego Randy’ego Rhoadsa u boku Ozzy’ego Osbourne’a. W latach 80. prowadził grupę Tormé oraz występował z Atomic Rooster. W latach 2001–2003 związany był z grupą Silver, z którą nagrał trzy płyty. W 2005 wraz z Johnem McCoyem i Robinem Guyem stworzył formację G.M.T.

## Dyskografia

### Bernie Tormé Band
- Weekend (1979, EP)
- Punk Or What 1998

### Bernie Tormé
- Turn Out The Lights 1982
- Live 1984
- Back With The Boys (Best Of) 1986
- Are We There Yet? 1991
- Demolition Ball 1993
- Wild Irish 1997
- Live in Sheffield '83 (2002)

### Bernie Tormé & The Electric Gypsies
- Electric Gypsies 1983
- White Trash Guitar 1999
- Scorched Earth, Live 1999–2000 (2001)

### Tormé
- Back To Babylon 1985
- Die Pretty, Die Young 1987
- Official Bootleg 1987
- Live in Sheffield 1983

### Z Gillan
- Mr. Universe 1979
- Glory Road 1980
- For Gillan Fans Only 1980
- Future Shock 1981

### Z Atomic Rooster
- Headline News 1981
- Live In Germany In 1983 (2000)

### Z Desperado
- Bloodied But Unbowed (1989/1996)

### Z René Berg
- The Leather, The Loneliness And Your Dark Eyes 1992

### Z Silver
- Silver (2001)
- Dream Machines (2002)
- Intruder (2003)

### Z G.M.T.
- Cannonball (2006, EP)
- Bitter And Twisted (2006)